# Bombardier Learjet 45
O Learjet 45 é uma aeronave bimotor de médio porte e alta performance, com motorização turbofan e com capacidade para transportar 8 ou 10 passageiros em viagens interestaduais e internacionais, projetada e fabricada nos Estados Unidos a partir da década de 1990 pela fabricante estadunidense Learjet, de propriedade da corporação canadense Bombardier.

## Desenvolvimento
O Learjet 45 é o primeiro projeto totalmente novo da Learjet, desde a criação dos seus primeiros produtos comerciais, o Learjet 23, o Learjet 24 e o Learjet 25, na década de 1960.
É um produto totalmente original, com as suas seções da fuselagem com perfil oval, uma nova tendência mundial da engenharia aeronáutica adotada em vários modelos de aeronaves executivas e comerciais, incluindo o projeto japonês Mitsubishi Diamond (posteriormente comprado pela americana Beechcraft e renomeado como Beechjet 400-A), também seguida pela Embraer nos projetos de jatos regionais da família ERJ-170 / ERJ-190 e dos jatinhos executivos Phenom 300 e Phenom 100. Este novo formato ovalado resulta em mais conforto (espaço interno) para os passageiros.
A nova série de motores turbofans de alto desempenho que equipa o Learjet 45, chamada TFE 731, do fabricante Honeywell, consome menos combustível que as turbinas anteriores e foi projetada para um maior intervalo entre as revisões (TBO -Time between overhaul - de 5 000 horas), resultando em um menor custo operacional que as turbinas da geração anterior, largamente adotadas no Learjet 35.
As asas em material composto são mais leves e resistentes, com menos partes e peças em relação às asas dos modelos anteriores, facilitando a manutenção e reduzindo custos. O alcance do Learjet 45 está um pouco acima da faixa de alcance de vários outros jatos executivos para viagens interestaduais e internacionais de outros fabricantes.

## Mercado
Até algum tempo atrás, a Learjet oferecia o Learjet 45XR (uma versão aprimorada do Learjet 45) com alcance de 3 704, equipado com galley (compartimento para preparo de refeições), com refrigerador forno de microondas e outras comodidades. A cabine de passageiros está equipada com DVD player e CD player e telefone por satélite.
O Learjet 45XR está equipado de fábrica com APU, freios de carbono e EICAS (um sistema de alerta sobre os parâmetros de funcionamento dos motores), ou seja, é uma aeronave sofisticada.
As vendas do Learjet 45 foram iniciadas na década de 1990 e mais de 300 unidades foram fabricadas e entregues, inclusive várias delas no Brasil. A Learjet é um dos maiores fabricantes de jatos executivos do planeta, com mais de 2 300 unidades de vários modelos vendidas desde sua fundação, na década de 1960.[carece de fontes?]
A Learjet substituiu o Learjet 45 pelo modelo Learjet 75.

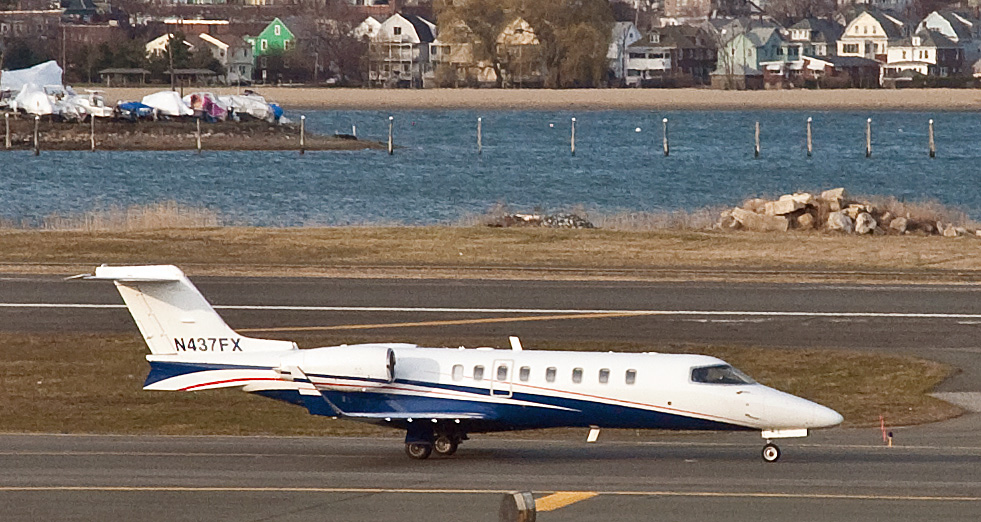
Learjet 45
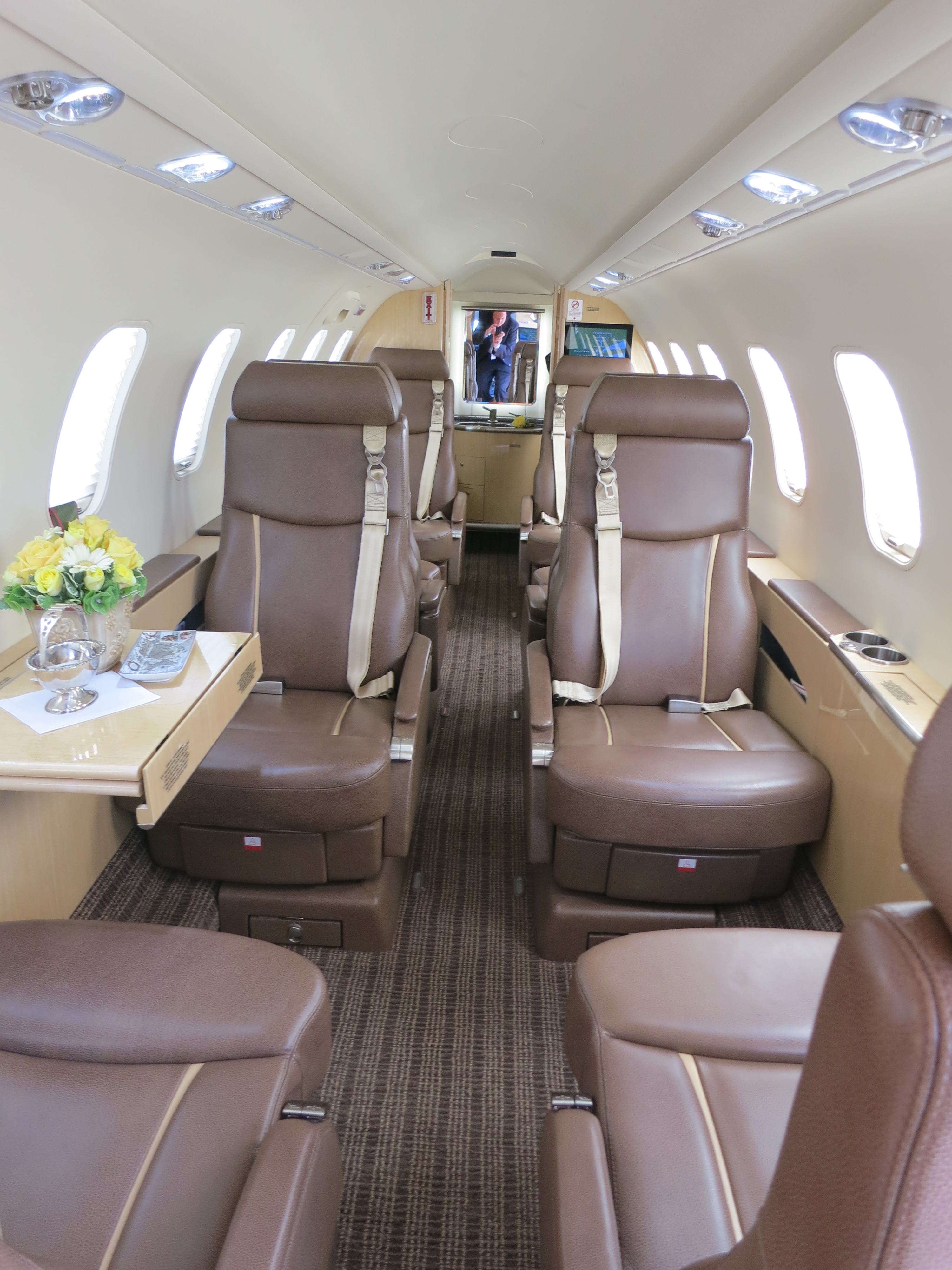
Learjet 45

## Ficha técnica
Learjet 45XR
- Motorização (empuxo): 2 X Honeywell TFE 731 (3 500 lbf (1 590 kgf) / cada);
- Comprimento: Aprox. 17,6 metros;
- Tripulação e passageiros: um piloto, um co-piloto e oito ou dez passageiros;
- Velocidade de cruzeiro: 778 km / h;[1]
- Altitude máxima de serviço: 15 545 m (51 000 ft);[1]
- Alcance: 3 704 quilômetros;[1]
- Peso máximo decolagem: Aprox. 9 700 kg (21 380 lb);
- Pista de pouso: Aprox. 1 650 metros (lotado / dias quentes / tanques cheios);
- Consumo médio (QAV): Aprox. 700 litros / hora (lotado / 75% potência);
- Consumo médio (QAV): Aprox. 0,09 litro / passageiro / km voado;
- Preço (Lear 45): Aprox. US$ 3,2 milhões (usado / bom estado de conservação);

## Principais concorrentes
- Cessna Citation Excel
- Embraer Phenom 300
- Cessna Citation CJ4
- Gulfstream G100
- Cessna Citation Encore
- Beechcraft Hawker 400XP
- Cessna Citation CJ3